# Boretto
Boretto (Borèt in dialetto locale, Borèt in dialetto reggiano) è un comune italiano di 5 354 abitanti della provincia di Reggio Emilia in Emilia-Romagna. È talvolta indicato impropriamente col toponimo di Boretto Po.

## Geografia fisica
Situato nella pianura padana, vicino a Reggio Emilia, Boretto si estende lungo la riva destra del Po, a 31 km da Reggio Emilia. Il territorio comunale, oltre che dal capoluogo, è formato dalle frazioni di San Rocco, Santa Croce per un totale di 19 chilometri quadrati. Confina a nord con i comuni mantovani di Viadana e Pomponesco, ad est con Gualtieri, a sud con Poviglio e ad ovest con Brescello. Boretto fa parte dell'area geografica denominata Bassa padana.

## Storia
Le origini preistoriche del paese sono incerte. Probabilmente prese vita dagli antichi insediamenti terramaricoli della Ravisa di San Genesio e soprattutto dalla Motta Ballestri, tra Poviglio e Brescello, punta estrema dei canneti della padusa e del Bondeno, terra emersa percorsa da alcuni fiumi vaganti che si fusero con il Po. Boretto, di certe origini romane nella sua parte occidentale, costituiva la periferia dell'antico Brixillum. Lo attestano i numerosi reperti archeologici, in particolare la celebre stele funeraria dei Concordi, ricostruita nei giardini pubblici di Reggio Emilia e un grandioso capitello corinzio, ora ai musei civici di Reggio. A Tre Ponti Nuovi, a sud del «cavo morto», fu ritrovata la tomba di un bambino e quella di un adulto, sempre romane, ed emersero anche vestigia di stazioni preistoriche: mucchi di cenere, piccoli vasi a lacrimatoi, balsamari, laterizi, stoviglie, ciotole «nere» e mosaici. Ma ciò che caratterizza la storia di Boretto è la sua continua lotta per raggiungere l'autonomia e non rimanere «frazione» di Brescello, anche se, come Gualtieri, fu legato fino al 1860 in una sorta di comunità generale a questo paese, salvo una breve parentesi di autonomia nel Settecento. Boretto compare con una propria denominazione a partire dall'855 coi toponimi di Beruptum, Boruptum e Bisruptum, tutti indicanti le frequenti rotture degli argini di Po. Ma l'etimo originario potrebbe essere Poreptum (Po retto), per la configurazione rettilinea che il Po presentava in questo suo particolare tratto. Nel 1305, in seguito a una permuta fatta da Azzo VIII d'Este passò con Gualtieri sotto il dominio dei vescovi di Parma. Passò poi sotto i Visconti e nel 1409, assieme a Brescello, fu occupata dai Veneziani che la tennero fino al 1479; questa occupazione lasciò tracce profonde, tanto che Boretto con la città lagunare ha in comune il patrono, e a fianco della chiesa parrocchiale, su di un pilastro, fa bella mostra un leone di San Marco, dono di Venezia con la quale, nell'epoca passata, mediante il suo porto intratteneva fiorenti commerci. I veneziani ebbero il controllo della navigazione sul fiume dalla foce fino a Boretto. Il paese vanta un'antica tradizione di cantieristica fluviale come dimostra la sala intestata ai Chezzi, famiglia di maestri d'ascia del paese, nel locale museo dedicato alla navigazione del Po. Boretto subì occupazioni e devastazioni nel 1512 da parte delle milizie pontificie e nel 1551 da parte delle soldatesche spagnole. Tra Sei e Settecento, Boretto fu il centro della piccola marina estense, qui infatti era ormeggiato il brigantino dei duchi di Modena, un'imbarcazione lunga 11,50 metri, con un solo albero e cinque remi per lato e dotato di due piccoli cannoni. Nel 1755, per l'alto grado di benessere raggiunto che lo rendeva numericamente ed economicamente superiore alla stessa Brescello, dietro esborso di 2.000 zecchini di Firenze, ottenne dal duca di Modena l'autonomia comunale; nonostante l'alto costo del decreto ducale, cinque anni dopo Boretto decise di riunirsi a Brescello. Eccettuati gli anni della dominazione napoleonica, Boretto rimase con Brescello e Lentigione sotto la signoria estense fino al 1859, anno in cui ottiene definitiva emancipazione con decreto del dittatore Farini.
Nel 1880 qui nasce il salesiano Artemide Zatti, medico deceduto per un tumore maligno nel 1951 a Viedma, città della Patagonia Argentina, e proclamato santo dalla Chiesa cattolica il 9 ottobre 2022. A Viedma la sua figura viene celebrata ogni 15 marzo, giorno della sua morte, davanti all'ospedale che porta il suo nome.

### Simboli
Lo stemma e il gonfalone sono stati concessi con decreto del presidente della Repubblica del 15 marzo 1966.
La croce rossa è emblema della città di Reggio Emilia, alla quale il comune è sempre stato legato e della cui provincia fa parte ancor oggi; il leone è un richiamo al leone di San Marco, simbolo del santo patrono e della Repubblica di Venezia di cui Boretto fu possedimento e scalo commerciale.
Il gonfalone è un drappo di bianco.

## Monumenti e luoghi d'interesse

### Architetture religiose
- Chiesa di San Marco Evangelista
- Chiesa di San Rocco, nella frazione omonima
- Chiesa di Santa Croce, nella frazione omonima

## Società

### Evoluzione demografica
Abitanti censiti

### Etnie e minoranze straniere
Al 31 dicembre 2023 gli stranieri residenti a Boretto sono 768, pari al 14,46% della popolazione.

## Cultura

### Istruzione

#### Musei
- Museo del Po e della navigazione interna e del Governo delle Acque[11]: Al suo interno si espongono le imbarcazioni fluviali e materiali della navigazione interna. Il giacimento archeologico industriale da cui è costituito documenta la storia della navigazione fluviale in Emilia-Romagna, della cantieristica, delle bonifiche e del governo delle acque.
- Casa dei Pontieri Museo Gialdini[12]: Situata nelle strutture collaterali del vecchio ponte in chiatte, distrutto nel 1967, che collegava Boretto a Viadana e divenuto famoso grazie ad alcune scene del film Don Camillo monsignore... ma non troppo. All'interno della Casa si trova una raccolta di immagini significative realizzata dal figlio dell'ultimo capopontiere che ha inoltre ricostruito il Ponte in una scala di 1:10.
- Casa Museo Belvedere[13]: Al suo interno si trova una raccolta delle opere del pittore e scrittore Pietro Ghizzardi (1906-1986) nonché l'abitazione dell'artista, le cui opere sono esposte inoltre nei musei: Museo Nazionale NaÏfs di Luzzara, Museo del Castello Laval di Parigi, Museo di Montecatini Terme, Museo di Modena, Museo Art NaÏf de l'Il di Nizza.

Calcio
La squadra di calcio AC Boretto 1973 milita in promozione.

### Cinema
A Boretto sono state girate alcune scene dei film della saga di Don Camillo e Peppone. Nel film Don Camillo è girata a Boretto la scena della processione al fiume, in particolar modo si può distinguere il profilo della chiesa di San Marco nell'istante in cui il parroco si trova davanti a tutti gli uomini di Peppone convenuti presso l'argine.
Tutto il finale del film Don Camillo e l'onorevole Peppone è ambientato a Boretto; tra i luoghi immortalati nel film vi è la stazione, dove Don Camillo si reca a salutare Peppone partente per Roma.
Inoltre sono state girate una serie di scene sulle rive del fiume Po per il film Ossessione di Luchino Visconti.

### Cucina
Nel territorio di Boretto si coltivava una particolare specie di cipolla conosciuta proprio come borettana.
Tipica è la cucina emiliana, con forti influenze parmigiane, pur essendo in territorio reggiano ma zona di confine tra Parma e Reggio.
Tortelli di erbetta, tortelli di zucca, cappelletti, lasagne, salumi derivanti principalmente dal maiale. Da non dimenticare infine il Parmigiano Reggiano, essendo il comune di Boretto zona di produzione.
Mentre, nel mese di giugno, PiroPo, manifestazione di fuochi d'artificio sulle sponde del Grande Fiume, richiamano nel comune migliaia di persone che, al calar della sera, si apprestano a trovare spazio sulle rive in attesa dello spettacolo di musica e luci, oltre al piacere della tavola, nei ristoranti del paese e nelle postazioni dedicate al gnocco fritto, salumi e piatti della tradizione, allestiti da diverse associazioni del comune.

## Infrastrutture e trasporti

### Strade
Boretto è attraversata principalmente dalla Strada statale 62 della Cisa gli permette il collegamento sia con Brescello, ad ovest, e Gualtieri ad est. Altra importante via di comunicazione è la strada provinciale 62 R Var Cispadana, realizzata per alleggerire dal traffico tutti i centri rivieraschi reggiani, da Brescello a Codisotto di Luzzara. Un ulteriore 111 Asse di Val d'Enza, che entrando in territorio borettese da sud, lo percorre perpendicolarmente fino a Santa Croce, dove entra nel mantovano a Viadana, attraversando il fiume Po con un lungo ponte.
L'asse Boretto Val d'enza, permette di raggiungere la via Emilia e il casello dell'autostrada di Campegine Canossa percorrendo circa 19 km.

### Ferrovie
Boretto ha una propria stazione lungo la linea locale Parma-Suzzara. Dal 1926 al 1955 fu attiva anche una linea ferroviaria che collegava Boretto a Reggio Emilia.
La stazione di Parma è la fermata ferroviaria più vicina sulla linea Milano-Bologna.

### Navigazione
Presso la frazione San Rocco esiste un porto sul Po, collegato con la Cispadana mediante la Bretella del porto.
Attiguo al centro del paese e direttamente collegato ad esso tramite una scalinata che dalla piazza e Basilica San Marco, si trova il "Lido Po", centro e porto turistico utilizzato da diportisti e pescatori, molto presenti nel territorio in modo principale nel canale di bonifica ove hanno trovato posto piattaforme adibite alla pesca, si trova un famoso locale da ballo estivo, un ristorante pizzeria e un'imbarcazione "Stradivari" adibita a Ristorante, oltre ad un'imbarcazione comunale ex Amico del Po, ora chiamata Padus, utilizzata per escursioni e piccole visite sul fiume.

## Amministrazione
| Periodo         | Periodo         | Primo cittadino       | Partito                                | Carica  | Note          |
| --------------- | --------------- | --------------------- | -------------------------------------- | ------- | ------------- |
| 12 maggio 1985  | 5 maggio 1990   | Attilio Benassi       | Partito Socialista Italiano            | Sindaco | [ 14 ]        |
| 6 maggio 1990   | 8 febbraio 1992 | Lucia Sanfelici       | Partito Socialista Italiano            | Sindaco | [ 14 ]        |
| 8 febbraio 1992 | 22 aprile 1995  | Bruna Benassi         | -                                      | Sindaco | [ 14 ]        |
| 23 aprile 1995  | 12 giugno 1999  | Valeriano Ciapparelli | -                                      | Sindaco | [ 14 ]        |
| 13 giugno 1999  | 6 giugno 2009   | Maria Gavetti         | lista civica di centrosinistra         | Sindaco | [ 14 ]        |
| 7 giugno 2009   | 25 maggio 2019  | Massimo Gazza         | lista civica di centrosinistra         | Sindaco | [ 14 ] [ 15 ] |
| 26 maggio 2019  | 9 giugno 2024   | Matteo Benassi        | lista civica di centrosinistra         | Sindaco | [ 14 ] [ 16 ] |
| 9 giugno 2024   | in carica       | Andrea Codelupi       | Boretto passione comune (lista civica) | Sindaco | [ 14 ]        |